# Комбинация (шахматы)
Комбина́ция (позднелат. combinatio — соединение) в шахматах — форсированный вариант с использованием различных тактических приёмов. Обычно сопутствующим элементом комбинации является жертва материала — пешки, фигуры, качества и т. п.
В каждой комбинации различают:
1. Мотив или обстановку, указывающую на возможность проведения комбинации;
2. Идею — способ осуществления комбинации;
3. Цель — результаты, достигнутые комбинацией.

## Альтернативные определения
Комбинация — форсированный вариант с жертвой.
— Михаил Ботвинник

Комбинация представляет собой преобразование сочетания фигур обеих сторон.
— Юрий Авербах
Вопрос о том, является ли жертва обязательным признаком комбинации, является спорным. Например, с точки зрения Эмануила Ласкера, Макса Эйве и Петра Романовского жертва при проведении комбинации не обязательна. По их мнению, комбинацией следует считать:

... сеть вариантов, заключающих в себе положительный, заслуживающий внимания результат.
— Эмануил Ласкер

... серию тесно связанных между собою ходов, форсированно (то есть принудительно, даже при лучших ответах со стороны противника) приводящих к какой-либо определённой цели.
— Макс Эйве

... вариант (или группу вариантов), на протяжении которого обе стороны делают вынужденные ходы и который заканчивается объективной выгодой для активной стороны.
— Пётр Романовский

## Классификация комбинации
По мотивам:
- открытое положение короля,
- неудачное положение фигур,
- проходная пешка.

По конечному результату:
- комбинация на выигрыш,
- комбинация на ничью.

В зависимости от цели:
- комбинации, ведущие к небольшим позиционным достижениям,
- улучшению позиции в целом,
- резкому изменению позиции на доске,
- на выигрыш материала,
- матовые,
- патовые,
- комбинации на построение крепости,
- вечное преследование,
- блокаду.

По объектам атаки различают:
- комбинации, направленные против неприятельского короля,
- против фигур и пешек.

По приёмам атаки:
- завершающаяся комбинированным нападением,
- завершающаяся двойным нападением, двойным ударом.

По тактическим приёмам:
- отвлечение,
- привлечение,
- перекрытие,
- связывание,
- блокировка,
- освобождение поля или линии,
- уничтожение защиты.

## Эстетика комбинации
Эстетическая сторона комбинации базируется на оригинальности идеи, целесообразности замысла и гармонии фигур, на факторе внезапности, на сложности и разнообразии тактических приёмов. Комбинация вносит в шахматы элемент искусства. Она же делает шахматные партии красивыми и эффектными. Лучшими комбинаторами в шахматной истории считаются Адольф Андерсен, Пол Морфи, Михаил Таль, Михаил Чигорин.

## Комбинационная игра, стиль и зрение
Комбинационная игра заключается в конкретных действиях против неприятельских сил, в нападении и создании угроз, направленных против каких-либо объектов в расположении сил соперника. Комбинационная игра требует не только точного (иногда далёкого) расчёта, но и фантазии, интуиции, так как сложные позиции часто не поддаются точному расчёту. Нередко связана с риском, поскольку сопровождается комбинациями и жертвами. Согласно современной шахматной теории, комбинационная игра возможна в позициях определённого типа; для неё нужны необходимые предпосылки.
Комбинационный стиль — манера игры шахматиста, характеризующаяся стремлением к сложным, обоюдоострым, динамичным позициям со свободной фигурной игрой и возможностью широкого применения тактических средств. Игра в таких позициях носит конкретный характер и требует высокой концентрации внимания, глубокого проникновения в особенности положения, фантазии, находчивости, смелости, веры в свои силы. С целью получения позиции, богатых комбинационными возможностями, шахматисты комбинационного стиля охотно играют гамбиты и контргамбиты; их партии обычно отличаются тактическими осложнениями, комбинациями, жертвами.
Комбинационное зрение является одним из важнейших умений для сильного шахматиста, поскольку именно комбинирование в сочетании с позиционной игрой приносят решающее преимущество.

## Пример комбинации
|   | a | b | c | d | e | f | g | h |   |
| - | --- | --- | --- | --- | --- | --- | --- | --- | - |
| 8 | g8 белый король · a6 белая пешка · h3 белый слон · e2 чёрный король · g2 белый конь · f1 чёрная ладья | g8 белый король · a6 белая пешка · h3 белый слон · e2 чёрный король · g2 белый конь · f1 чёрная ладья | g8 белый король · a6 белая пешка · h3 белый слон · e2 чёрный король · g2 белый конь · f1 чёрная ладья | g8 белый король · a6 белая пешка · h3 белый слон · e2 чёрный король · g2 белый конь · f1 чёрная ладья | g8 белый король · a6 белая пешка · h3 белый слон · e2 чёрный король · g2 белый конь · f1 чёрная ладья | g8 белый король · a6 белая пешка · h3 белый слон · e2 чёрный король · g2 белый конь · f1 чёрная ладья | g8 белый король · a6 белая пешка · h3 белый слон · e2 чёрный король · g2 белый конь · f1 чёрная ладья | g8 белый король · a6 белая пешка · h3 белый слон · e2 чёрный король · g2 белый конь · f1 чёрная ладья | 8 |
| 7 | g8 белый король · a6 белая пешка · h3 белый слон · e2 чёрный король · g2 белый конь · f1 чёрная ладья | g8 белый король · a6 белая пешка · h3 белый слон · e2 чёрный король · g2 белый конь · f1 чёрная ладья | g8 белый король · a6 белая пешка · h3 белый слон · e2 чёрный король · g2 белый конь · f1 чёрная ладья | g8 белый король · a6 белая пешка · h3 белый слон · e2 чёрный король · g2 белый конь · f1 чёрная ладья | g8 белый король · a6 белая пешка · h3 белый слон · e2 чёрный король · g2 белый конь · f1 чёрная ладья | g8 белый король · a6 белая пешка · h3 белый слон · e2 чёрный король · g2 белый конь · f1 чёрная ладья | g8 белый король · a6 белая пешка · h3 белый слон · e2 чёрный король · g2 белый конь · f1 чёрная ладья | g8 белый король · a6 белая пешка · h3 белый слон · e2 чёрный король · g2 белый конь · f1 чёрная ладья | 7 |
| 6 | g8 белый король · a6 белая пешка · h3 белый слон · e2 чёрный король · g2 белый конь · f1 чёрная ладья | g8 белый король · a6 белая пешка · h3 белый слон · e2 чёрный король · g2 белый конь · f1 чёрная ладья | g8 белый король · a6 белая пешка · h3 белый слон · e2 чёрный король · g2 белый конь · f1 чёрная ладья | g8 белый король · a6 белая пешка · h3 белый слон · e2 чёрный король · g2 белый конь · f1 чёрная ладья | g8 белый король · a6 белая пешка · h3 белый слон · e2 чёрный король · g2 белый конь · f1 чёрная ладья | g8 белый король · a6 белая пешка · h3 белый слон · e2 чёрный король · g2 белый конь · f1 чёрная ладья | g8 белый король · a6 белая пешка · h3 белый слон · e2 чёрный король · g2 белый конь · f1 чёрная ладья | g8 белый король · a6 белая пешка · h3 белый слон · e2 чёрный король · g2 белый конь · f1 чёрная ладья | 6 |
| 5 | g8 белый король · a6 белая пешка · h3 белый слон · e2 чёрный король · g2 белый конь · f1 чёрная ладья | g8 белый король · a6 белая пешка · h3 белый слон · e2 чёрный король · g2 белый конь · f1 чёрная ладья | g8 белый король · a6 белая пешка · h3 белый слон · e2 чёрный король · g2 белый конь · f1 чёрная ладья | g8 белый король · a6 белая пешка · h3 белый слон · e2 чёрный король · g2 белый конь · f1 чёрная ладья | g8 белый король · a6 белая пешка · h3 белый слон · e2 чёрный король · g2 белый конь · f1 чёрная ладья | g8 белый король · a6 белая пешка · h3 белый слон · e2 чёрный король · g2 белый конь · f1 чёрная ладья | g8 белый король · a6 белая пешка · h3 белый слон · e2 чёрный король · g2 белый конь · f1 чёрная ладья | g8 белый король · a6 белая пешка · h3 белый слон · e2 чёрный король · g2 белый конь · f1 чёрная ладья | 5 |
| 4 | g8 белый король · a6 белая пешка · h3 белый слон · e2 чёрный король · g2 белый конь · f1 чёрная ладья | g8 белый король · a6 белая пешка · h3 белый слон · e2 чёрный король · g2 белый конь · f1 чёрная ладья | g8 белый король · a6 белая пешка · h3 белый слон · e2 чёрный король · g2 белый конь · f1 чёрная ладья | g8 белый король · a6 белая пешка · h3 белый слон · e2 чёрный король · g2 белый конь · f1 чёрная ладья | g8 белый король · a6 белая пешка · h3 белый слон · e2 чёрный король · g2 белый конь · f1 чёрная ладья | g8 белый король · a6 белая пешка · h3 белый слон · e2 чёрный король · g2 белый конь · f1 чёрная ладья | g8 белый король · a6 белая пешка · h3 белый слон · e2 чёрный король · g2 белый конь · f1 чёрная ладья | g8 белый король · a6 белая пешка · h3 белый слон · e2 чёрный король · g2 белый конь · f1 чёрная ладья | 4 |
| 3 | g8 белый король · a6 белая пешка · h3 белый слон · e2 чёрный король · g2 белый конь · f1 чёрная ладья | g8 белый король · a6 белая пешка · h3 белый слон · e2 чёрный король · g2 белый конь · f1 чёрная ладья | g8 белый король · a6 белая пешка · h3 белый слон · e2 чёрный король · g2 белый конь · f1 чёрная ладья | g8 белый король · a6 белая пешка · h3 белый слон · e2 чёрный король · g2 белый конь · f1 чёрная ладья | g8 белый король · a6 белая пешка · h3 белый слон · e2 чёрный король · g2 белый конь · f1 чёрная ладья | g8 белый король · a6 белая пешка · h3 белый слон · e2 чёрный король · g2 белый конь · f1 чёрная ладья | g8 белый король · a6 белая пешка · h3 белый слон · e2 чёрный король · g2 белый конь · f1 чёрная ладья | g8 белый король · a6 белая пешка · h3 белый слон · e2 чёрный король · g2 белый конь · f1 чёрная ладья | 3 |
| 2 | g8 белый король · a6 белая пешка · h3 белый слон · e2 чёрный король · g2 белый конь · f1 чёрная ладья | g8 белый король · a6 белая пешка · h3 белый слон · e2 чёрный король · g2 белый конь · f1 чёрная ладья | g8 белый король · a6 белая пешка · h3 белый слон · e2 чёрный король · g2 белый конь · f1 чёрная ладья | g8 белый король · a6 белая пешка · h3 белый слон · e2 чёрный король · g2 белый конь · f1 чёрная ладья | g8 белый король · a6 белая пешка · h3 белый слон · e2 чёрный король · g2 белый конь · f1 чёрная ладья | g8 белый король · a6 белая пешка · h3 белый слон · e2 чёрный король · g2 белый конь · f1 чёрная ладья | g8 белый король · a6 белая пешка · h3 белый слон · e2 чёрный король · g2 белый конь · f1 чёрная ладья | g8 белый король · a6 белая пешка · h3 белый слон · e2 чёрный король · g2 белый конь · f1 чёрная ладья | 2 |
| 1 | g8 белый король · a6 белая пешка · h3 белый слон · e2 чёрный король · g2 белый конь · f1 чёрная ладья | g8 белый король · a6 белая пешка · h3 белый слон · e2 чёрный король · g2 белый конь · f1 чёрная ладья | g8 белый король · a6 белая пешка · h3 белый слон · e2 чёрный король · g2 белый конь · f1 чёрная ладья | g8 белый король · a6 белая пешка · h3 белый слон · e2 чёрный король · g2 белый конь · f1 чёрная ладья | g8 белый король · a6 белая пешка · h3 белый слон · e2 чёрный король · g2 белый конь · f1 чёрная ладья | g8 белый король · a6 белая пешка · h3 белый слон · e2 чёрный король · g2 белый конь · f1 чёрная ладья | g8 белый король · a6 белая пешка · h3 белый слон · e2 чёрный король · g2 белый конь · f1 чёрная ладья | g8 белый король · a6 белая пешка · h3 белый слон · e2 чёрный король · g2 белый конь · f1 чёрная ладья | 1 |
|   | a | b | c | d | e | f | g | h |   |

Решение:

На первый взгляд, чёрные без труда могут отдать ладью за пешку и фигуру, сведя партию к ничьей. Но дело решает неожиданная комбинация с завлечением чёрной ладьи на неудобное поле:

1. Кf4+!! Л:f4

2. Сd7! Лf6 Ничего лучше нет — на f1 или f3 ладья сразу теряется.

3. a7 Лa6

4. Сb5+ .